# Tripoplax albrechtii
Tripoplax albrechtii is een keverslakkensoort uit de familie van de Ischnochitonidae. De wetenschappelijke naam van de soort is voor het eerst geldig gepubliceerd in 1862 door von Schrenck.